# Silvan Sidler
Silvan Eli Sidler (* 7. Juli 1998 in Affoltern am Albis) ist ein Schweizer Fussballspieler, der aktuell beim FC Winterthur in der Super League unter Vertrag steht.

## Karriere

### Verein
Seine Juniorenzeit verbrachte Silvan Sidler beim SC Steinhausen, bei Zug 94 und beim FC Luzern. Im Sommer 2016 schaffte er den Sprung ins Kader der 1. Mannschaft des FC Luzern in die Super League. In der Schweizer Super League debütierte Sidler am 5. November 2017 beim 3:0-Heimsieg gegen den FC St. Gallen, wo er in der Startelf stand. Am 16. Januar 2018 verlängerte Sidler seinen Vertrag vorzeitig bis Ende Juni 2020. In der Saison 2018/19 wurde Sidler Stammspieler und absolvierte 24 Meisterschaftsspiele.
Ende Januar 2019 wurde der Vertrag von Silvan Sidler nochmals vorzeitig um zwei weitere Jahre bis Ende Juni 2022 verlängert. Im Mai 2021 gewann die Mannschaft den Schweizer Cup. Noch vor seinem Vertragsende beim FC Luzern im Juni 2022 gab Arminia Bielefeld die Verpflichtung Sidlers bis Juni 2025 bekannt.
Nach dem Abstieg seiner Mannschaft wechselte er im Sommer 2023 zurück in die Schweiz und schloss sich dem FC Winterthur an.

### Nationalmannschaft
Sidler war 2019 im Kader der Schweizer U-19-Nationalmannschaft sowie von 2018 bis 2021 im Kader der Schweizer U-21-Nationalmannschaft.

## Erfolge

### FC Luzern
- Schweizer Cup 2020/21